# 最好的快要發生
《最好的快要發生》是星馬歌手張棟樑2018年發行的音樂迷你專輯，專輯收錄七首新歌，這也是睽違三年後，出來發迷你專輯。
首波主打是在3/6號撥放《最好的快要發生》
這張專輯有數位和實體，但實體只有預購版本，沒有正式版本
數位在台灣和大陸的各個數位平台正式上架。

## 唱片版本
- 預購版，超值張棟樑暖心手稿+全彩寫真海報
- 無正式版

## 曲目
| 順序 | 歌名                                  | 作詞   | 作曲               | 附註     |
| 01   | First Light                           | 無     | 陳子超             | 純音樂   |
| 02   | 鱼与熊掌 Fish And The Bear：          | 管啟源 | Anna 庄启馨        |          |
| 03   | 晴天树 Tree：                         | 管啟源 | 陳子超             | 第三主打 |
| 04   | 玻璃缸 Brainwashed Generation         | 管啟源 | Anna 庄启馨        |          |
| 05   | 自己的风雨Silent Storm                | 管啟源 | 瞿源 洪健瑞 陳子超 | 第二主打 |
| 06   | 最好的快要发生The Best Is Yet To Come | 管啟源 | 陳子超             | 首波主打 |
| 07   | Keep Going                            | 無     | 陳子超             | 純音樂   |

## 外部連結
- 《五大唱片》 （页面存档备份，存于）
- 《kkbox》 （页面存档备份，存于）